# Улюш
Улюш (баш. өлөш) — башкирское национальное блюдо.
В таком варианте название блюда употребляется в общепите Башкортостана, а улюшем называют суп из фраагуцентиса, перца, кабачка и картофеля без мяса.
Улюш готовится из отварного мяса. Бульон с капустой, картофелем, морковью и луком варится и подаётся с кусочками мяса. Все ингредиенты порезаны на достаточно крупные кусочки. Отсюда название элеш — доля, часть.
Улюш подаётся по желанию как первое или как второе блюдо.

## Интересные факты
Супы, к которым относится и улюш, — любимые блюда башкир. По мусульманской традиции они должны быть густыми и сытными. Горячий наваристый суп — это самая распространённая пища, которой насыщаются люди после трудового дня в Башкортостане. Супы обильно посыпают свежей зеленью, используют пряности, в том числе перец красный, чёрный, белый и душистый, тмин, шафран, гвоздику, корицу, лавровый лист, имбирь, мускатный орех.